# RecA
Cet article concerne la protéine. Pour le village de Slovaquie, voir Reca.
RecA est une protéine d'Escherichia coli (mais aussi de nombreuses autres bactéries) de 38 kilodaltons essentielle pour la réparation et la maintenance de l'ADN. Un homologue structurel et fonctionnel de RecA a été trouvé dans chaque espèce étudiée en détail, et la protéine sert d'archétype pour cette classe de protéines réparatrices. Chez Homo sapiens cet homologue est nommé RAD51 et est rendu fonctionnel par des cofacteurs BRCA1 et BRCA2.
Elle joue un rôle prépondérant lors du mécanisme de réparation de l'ADN bactérien de recombinaison homologue. (action de transfert de l'ADN)
Au sein d'une bactérie, elles agissent en nombre réduit puisque leur synthèse est régulée par la protéine LexA.
Lorsque les mutations sont trop nombreuses sur l'ADN bactérien ce pool réduit de protéines se retrouve débordé.
Pour contrer ce phénomène la bactérie stoppe la réplication de son ADN et active le Système SOS.
Il confère à la protéine RecA une deuxième fonction protéolytique qui lui permet de dégrader les protéine LexA, ce qui a pour effet immédiat de rompre l'inhibition de la synthèse de RecA qui vont être plus nombreuses à réparer l'ADN. En parallèle on observe aussi l'activation d'une vingtaine d'autres gènes du système SOS.

## Rôle dans la transformation
En se basant sur les propriétés moléculaires du complexe de RecA, Cox conclut en 1991 que les résultats "fournissent des preuves convaincantes que la principale fonction de RecA est la réparation d'ADN". Deux années plus tard, Cox démontre que "la protéine RecA a évolué comme un composant central du système de réparation de l'ADN lors de la recombinaison, avec la génération parfois utile d'une diversité génétique."  
La transformation bactérienne, qui permet le transfert d'ADN d'une bactérie à une autre (généralement de la même espèce), nécessite l'intégration de l'ADN du donneur dans le chromosome du receveur par recombinaison homologue, un processus induit par RecA (voir  Transformation (génétique)).
La transformation, dans laquelle RecA joue un rôle central, dépend aussi de l'expression d'autres protéines (environ 40 dans Bacillus subtilis). Leurs interactions spécifiques permettant le déroulement de la transformation indiquent une adaptation évolutive pour le transfert d'ADN. Dans B. subtilis, la longueur de l'ADN transféré se situe entre le tiers et l'entier du chromosome ,. Pour pouvoir se lier à une donneuse, recevoir et recombiner l'ADN dans son chromosome, une receveuse doit être en état de compétence. La transformation est courante chez les procaryotes et en 2007, 67 espèces avaient été identifiées comme aptes à la transformation.
Chez B. subtilis, dont le système de transformation a été le plus étudié, la protéines RecA interagit avec le l'ADN simple-brin (sb) pour former des structures filamenteuses au fur et à mesure de leur importation. Ces complexes filamenteux sont considérés comme des nucléofilaments dont le but est d'inspecter le chromosome du receveur à la recherche de régions homologues. Ce processus amène l'ADN importé vers son site correspondant du chromosome receveur pour que l'échange d'information ait lieu.